# 陶興房
陶 興房（すえ おきふさ）は、戦国時代の武将。周防国の戦国大名大内氏の重臣。

## 生涯

### 家督相続
文明9年（1477年）以降(次兄興明が1477年に生まれたため)、陶弘護の三男として生まれる。
文明14年（1482年）、父が暗殺される（大内山口事件）。長兄陶武護が家督を継ぐも、次兄陶興明と対立して出奔した。武護は後に帰参して興明を殺害するも、大内義興に追討され討死、残った興房が家督を継いだ。叔父の右田弘詮が後見した。

### 大内義興の時代
永正3年（1506年）には周防守護代に就いてることが確認される。
家督継承後、義興に従って各地を転戦する。畿内で行われた船岡山の戦いに従軍し、その功により1511年9月までに尾張守に就く。
出雲の尼子経久との戦いで軍功を重ねた。
大永4年（1524年）、大内義興・義隆父子に従って安芸に出陣し、義隆の別働隊に従って安芸武田氏の佐東銀山城を攻めた。しかしこの時は武田氏の救援に来た毛利元就の攻撃を受けて敗北している。

### 大内義隆の時代
享禄元年（1528年）12月の義興の死後は、その嫡子・大内義隆に仕えた。大内家では当主の交代の際に常に一族や家臣団による権力闘争が発生していたが、義隆の時には興房の補佐並びに徳望により、この手の争いが起こらず平和裏に当主交代が行なわれている。
享禄四年（1531年)には剃髪し、1513年に決めた名である道鱗を名乗る。
義隆時代の初期は北九州方面への勢力拡大が行なわれ、北九州を任されていた杉興運が享禄3年（1530年）8月の田手畷の戦いで少弐氏に大敗したため、天文元年（1532年）11月に大軍を率いて長門から九州に渡海し、大友義鑑・少弐資元らと対峙した。この興房率いる大内軍には杉興運や仁保隆重、秋月氏、菊池氏、九州千葉氏、原田氏など北九州の主だった将が従った。しかし少弐資元の家臣・筑紫惟門が勝尾城で強く抵抗し、大友義鑑が筑前に侵攻して星野親忠を降伏させるなど苦戦が続いた。このため天文2年（1533年）2月には義隆より興房の従兄弟である陶隆康が援軍として派遣され、援軍を得た興房は大攻勢に転じて肥前三根郡千栗村で少弐資元を破り追撃し、さらに大友方の筑前柑子岳城（現在の福岡市西区）を落とし、大友方の本拠である豊後に侵攻した。この興房の大攻勢の結果、大内軍の優勢が確立し、天文2年（1533年）12月には筑紫惟門が降伏した。また天文3年（1534年）4月6日、豊後勢場ヶ原の戦いで大友方の吉弘氏直、寒田親将らを討って大勝し、大友家の豊後に圧力を加えた。しかし勝利に乗じて7月に肥前三津山（現在の佐賀県神埼郡）に在陣して龍造寺家兼の佐賀城を攻めようとしたが、龍造寺軍の逆襲にあって敗北している。とはいえ興房の優位は揺るがず、10月には少弐資元を追い詰めた上で懐柔を図った。興房は龍造寺家兼に使者を送って資元の隠居と少弐冬尚への東肥前半国安堵を条件とした仲介を依頼する。大友義鑑とも和睦を図り、天文4年（1535年）に大内家優位のまま和睦が成立し、興房は山口に帰還した。
天文5年（1536年）には義隆の命令で再度肥前に侵攻して多久城を包囲し、9月に少弐資元を自刃させ、少弐氏を一時滅亡へ追いやった。
天文5年（1536年）6月以前に養子・隆房（後の陶晴賢）に家督を継がせ隠居した。
天文8年（1539年）4月18日に死去。

## 人物・逸話
大内家臣団の中で戦功随一とされる名将だが、和歌にも優れた教養人という一面もあり、公卿の飛鳥井雅俊らとも交流があった。
船岡山の戦いでは、「先陣になれば敵の兵、全て葬ってさし上げよう」と言った尼子経久に対し、興房が「大内軍は夜襲は苦手でな」と述べて経久を退けたという。
九州では大友氏や少弐氏にしばしば苦戦を強いられたが、最終的には少弐氏を一時滅亡へ追いやる武功を挙げた。また大友軍と戦った勢場ヶ原の戦いは大友軍の戦略的勝利とされるが、この戦いで興房は虚報を流して大友軍を翻弄し一時大勝を収め、そのことから「戦術的には引き分け」と評される。
長男の興昌には享禄2年（1529年）に先立たれているが、興昌と義隆の関係が険悪であったために興房が殺害したという説もある。興昌の墓は、興房の兄・興明と同じ山口県周南市の海印寺に存在する。
死の直前、隆房の性格が将来に災いするのではないかと案じていたと言われる。

## 陶興房が登場する作品
- 『毛利元就』（1997年、NHK大河ドラマ、演：夏八木勲）